# Telo (woreda)
Pour les articles homonymes, voir Telo et Tulo (Oromia).
Telo (aussi transcrit Tulo ou Tullo) est un woreda de la zone Keffa de la région Éthiopie du Sud-Ouest. Ce district a 63 252 habitants en 2007. Son centre administratif s'appelle également Telo parmi d'autres noms.

## Géographie
Situé dans l'est de la zone Keffa, Telo est limitrophe du woreda spécial Konta.
|       | Menjiwo |       |
| Decha | Telo    | Konta |
|       | Cheta   |       |

Le centre administratif se situe sur la route allant de Bonga à Ameya. L'agglomération devrait s'appeler Ada d'après le recensement de 2007 mais il s'agit plus probablement de Felege Selam également appelée Telo d'après les cartes.

## Histoire
Au XXe siècle le district fait partie de l'awraja Kefa de la province homonyme.
Il se rattache à la zone Keffa de la région des nations, nationalités et peuples du Sud lors de la réorganisation du pays en régions en 1995.
En 2021, toute la zone Keffa se rattache à la nouvelle région Éthiopie du Sud-Ouest.

## Démographie
D'après le recensement national de 2007 réalisé par l'Agence centrale de la statistique (Éthiopie), le woreda compte 63 252 habitants dont 5,5 % de citadins qui sont les 3 509 habitants d'Ada.
La plupart des habitants (92 %) sont orthodoxes, 5 % sont de religions traditionnelles africaines et 2 % sont protestants.
En 2022, la population est estimée sur le même périmètre à 87 160 personnes avec une densité de population de 181 personnes par km2 et 482 km2 de superficie,.